# كريستيان ماكاي
كريستيان ستيوارت مكاي (بالإنجليزية: Christian Stuart McKay)‏ (من مواليد 30 ديسمبر 1973) هو ممثل مسرحي وسينمائي إنجليزي. اشتهر بتصويره لأورسون ويلز في فيلم أنا وأورسن ويلز لعام 2008، والذي تم ترشيحه لأكثر من عشرين جائزة بما في ذلك جائزة بافتا لأفضل ممثل مساعد. كما ظهر في أفلام مثل فلورنس فوستر جنكينز، نظرية كل شيء، تينكر تايلور سولدجر جاسوس وراش.